# Hagenbucher (Heilbronn)

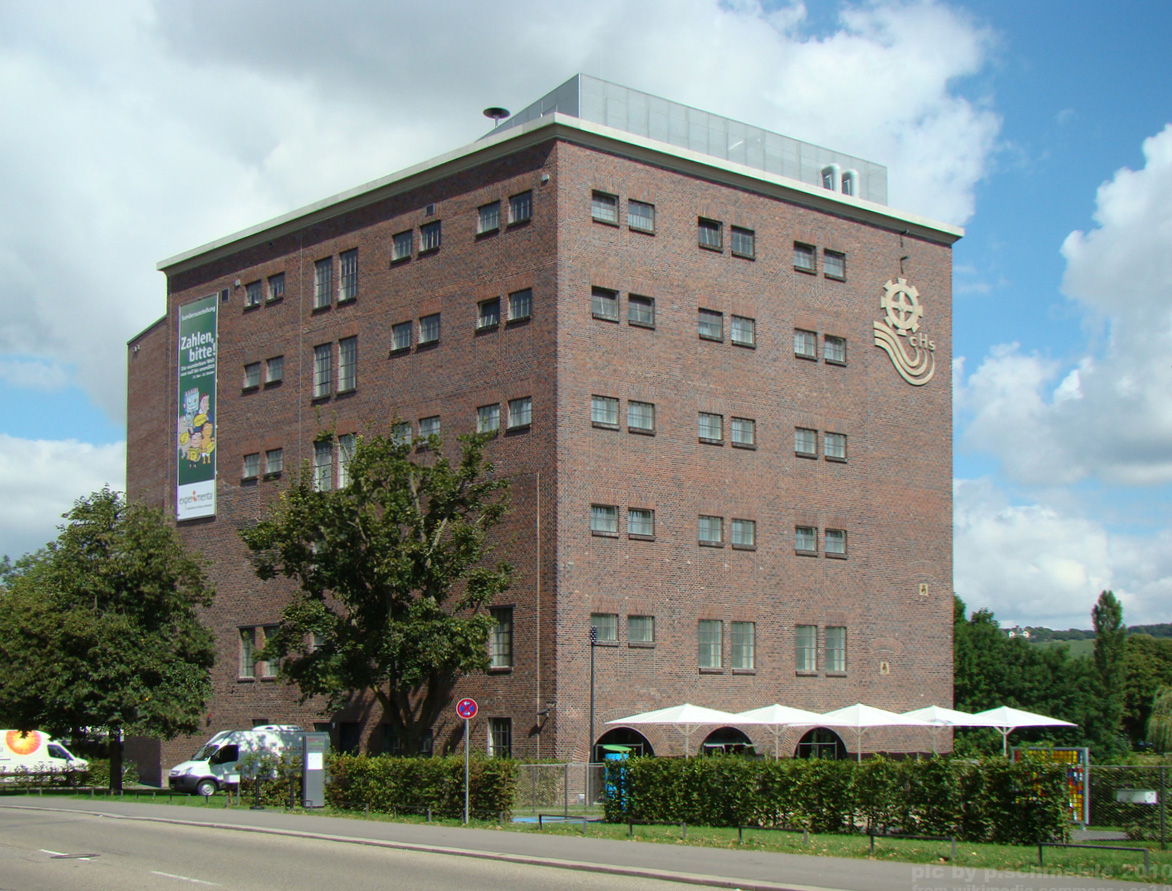
Der Hagenbucher in Heilbronn

Der Hagenbucher ist ein ehemaliges Lagergebäude der Firma Carl Hagenbucher & Söhne auf der Kraneninsel in Heilbronn. Das sechsstöckige Gebäude wurde 1936 errichtet und stand von 1959 bis zum Baubeginn des Experimenta-Erweiterungsbaus 2016 allein auf der Neckarinsel. Es war bis 1988 ein gewerbliches Lagergebäude und diente danach bis zum Frühjahr 2008 kulturellen Zwecken, vor allem der von der Stadt Heilbronn geförderten Neuen Kunst im Hagenbucher. Seit Mai 2008 wurde das Gebäude umfassend umgebaut und beherbergt seit November 2009 das Science Center experimenta, das größte seiner Art in Süddeutschland.

## Geschichte

### Bau und Nutzung als Ölsaatspeicher

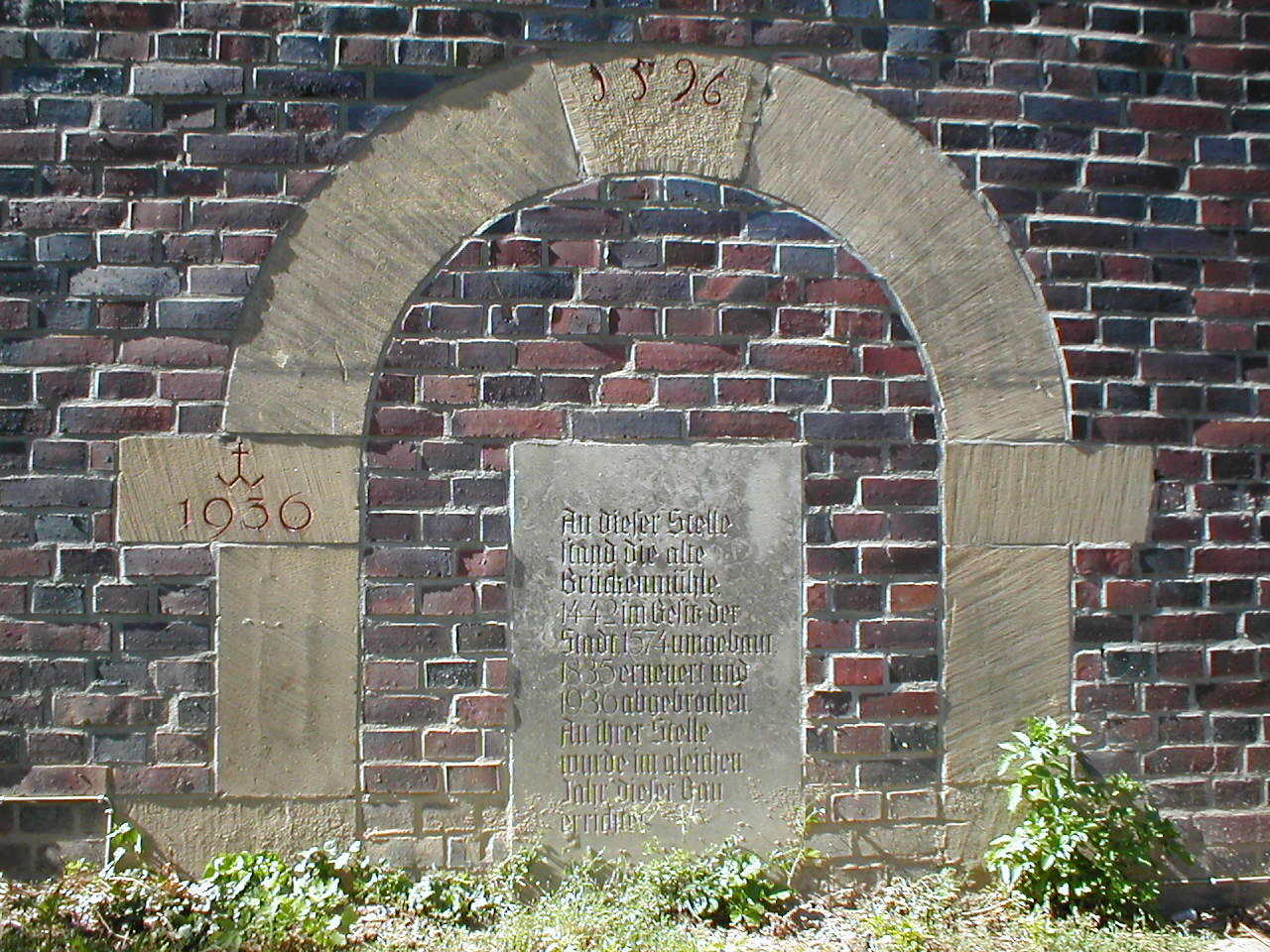
Gedenkstein für die einstige Brückenmühle in der Außenwand des Hagenbuchers

Das im 19. Jahrhundert gegründete Unternehmen, das zu den größten Ölproduzenten im deutschen Kaiserreich zählte, hatte die mehrfach erneuerte Mühle auf der Kraneninsel im Jahr 1916 übernommen, um dort Öle, Fette und Futtermittel aus Ölfrüchten zu gewinnen. Die massive Ausführung des Lagergebäudeneubaus von 1936 ist dem hohen Gewicht der dort zu lagernden Ölfrüchte geschuldet. Noch im dritten Stockwerk kann der Boden mit bis zu knapp drei Tonnen Gewicht pro Quadratmeter belastet werden. Die eigentliche Ölfabrik schloss sich nach Nordwesten zur Kranenstraße hin an.
Im Zweiten Weltkrieg diente das Untergeschoss des Gebäudes als Luftschutzraum. Beim Luftangriff auf Heilbronn wurden die Gebäude auf der Kraneninsel teilweise stark beschädigt. Die anderen Gebäude wurden 1956 gesprengt und vollends abgetragen. Die Sprengung des äußerst massiven Lagergebäudes wurde jedoch aus Kostengründen unterlassen, so dass der Hagenbucher das einzige verbliebene Gebäude auf der Insel war. Nach dem Erlöschen von Carl Hagenbucher & Söhne 1959 kam das Gebäude in den Besitz der Stadt Heilbronn. Einstweilig wurde das Gebäude als Lagerraum an Rhenania und andere Firmen vermietet, doch hatte man bereits 1959 Pläne für eine anderweitige Nutzung im Rahmen eines auf den Neckarinseln geplanten Erholungsgebietes.

### Neue Kunst im Hagenbucher

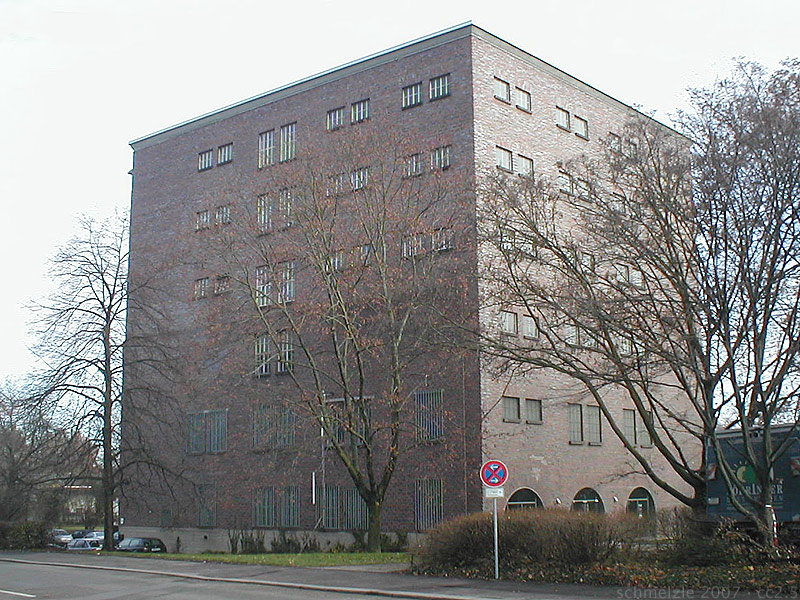
Der Hagenbucher vor dem Umbau im November 2007

Im August 1988 überließ die Stadt Heilbronn den dritten Stock des soeben leer gewordenen Gebäudes der Galeristin Mechthild Bauer-Babel für eine zehntägige Performance. Im März 1989 erhielt Bauer-Babel die Genehmigung, den zweiten Stock des Gebäudes bis auf weiteres für Veranstaltungen zu nutzen. Für 1989 wurde von Seiten der Stadt auf Mietforderungen verzichtet, für spätere Jahre wurden niedrige Mietpreise vereinbart. Der zweite Stock und gelegentlich auch weitere Teile des Gebäudes waren daraufhin für etwa 20 Jahre Quartier der von der Stadt Heilbronn mit etwa einem Drittel der Kosten geförderten Neuen Kunst im Hagenbucher, bei der Installationskunst und Performances von Birgir Andrésson, Kurt App, Janusz Bałdyga, Monika Bartholomé, Thomas Buts, Margret Eicher, Hannes Forster, Dorothea Frigo, Almut Glinin, Roland Graeter, Christian Hasucha, Carola Heine, Ulrike Hein, Rolf Julius, Sornitza Kalinova, Nadia Kevan, Verena Kraft, Mischa Kuball, Christina Kubisch, Inge Mahn, Valerian Maly, Susanna Messerschmidt, Antoni Mikolajczyk, Brygida Ochaim, Kurt Petz, Brigitte Pfaffenberger, Li Portenlänger, Gabi Rets, Dorothee Rocke, Matthias Schamp, Klara Schilliger, Eva-Maria Schön, Georg Schweitzer, Peter Spielbauer, Michael Stephan, Anna Tretter, Hans-Peter Webel, Tomek Wendland und Georg Winter zu sehen waren. Als Besonderheit der Veranstaltungsreihe kann gelten, dass die gezeigten Arbeiten stets Bezug auf die architektonischen Gegebenheiten des etwa 550 Quadratmeter großen, trapezförmigen und von Säulen geprägten Raumes zu nehmen bzw. den Raum als Teil der Arbeit zu integrieren hatten. Ab 1999 änderte sich der Charakter der Neuen Kunst im Hagenbucher hin zu so genannten Einlagerungen von Kunstobjekten, womit man Bezug auf den ursprünglichen Zweck des Gebäudes nahm. Außer einigen Arbeiten der vorgenannten waren Werke von Uli Aigner, Johanna Bartl, Roland Boden, Christoph Frick, Ruth Handschin, Adi Hoesle, Kazuo Katase, Tünde Kovàcs, Stephan Kurr, Michael Laukemann, Silke Leverkühne, Hanns-Michael Rupprechter, Ushio Sakusabe, Steffen Schlichter, Andreas Karl Schulze dort „eingelagert“. Besonderen Kontakt mit den Künstlern schuf die ab 2003 stattfindende Veranstaltungsreihe Am langen Tisch.
Der Rest des Gebäudes wurde unterdessen von der Stadt Heilbronn für verschiedene Zwecke genutzt, unter anderem für Ausstellungen des Kunstvereins Heilbronn und wechselnde Ausstellungen des städtischen Museums, zur Restaurierung archäologischer Funde und zur Lagerung von Maschinen und Schulinventar. 1990 wurde ein neuer Fahrstuhl eingebaut.

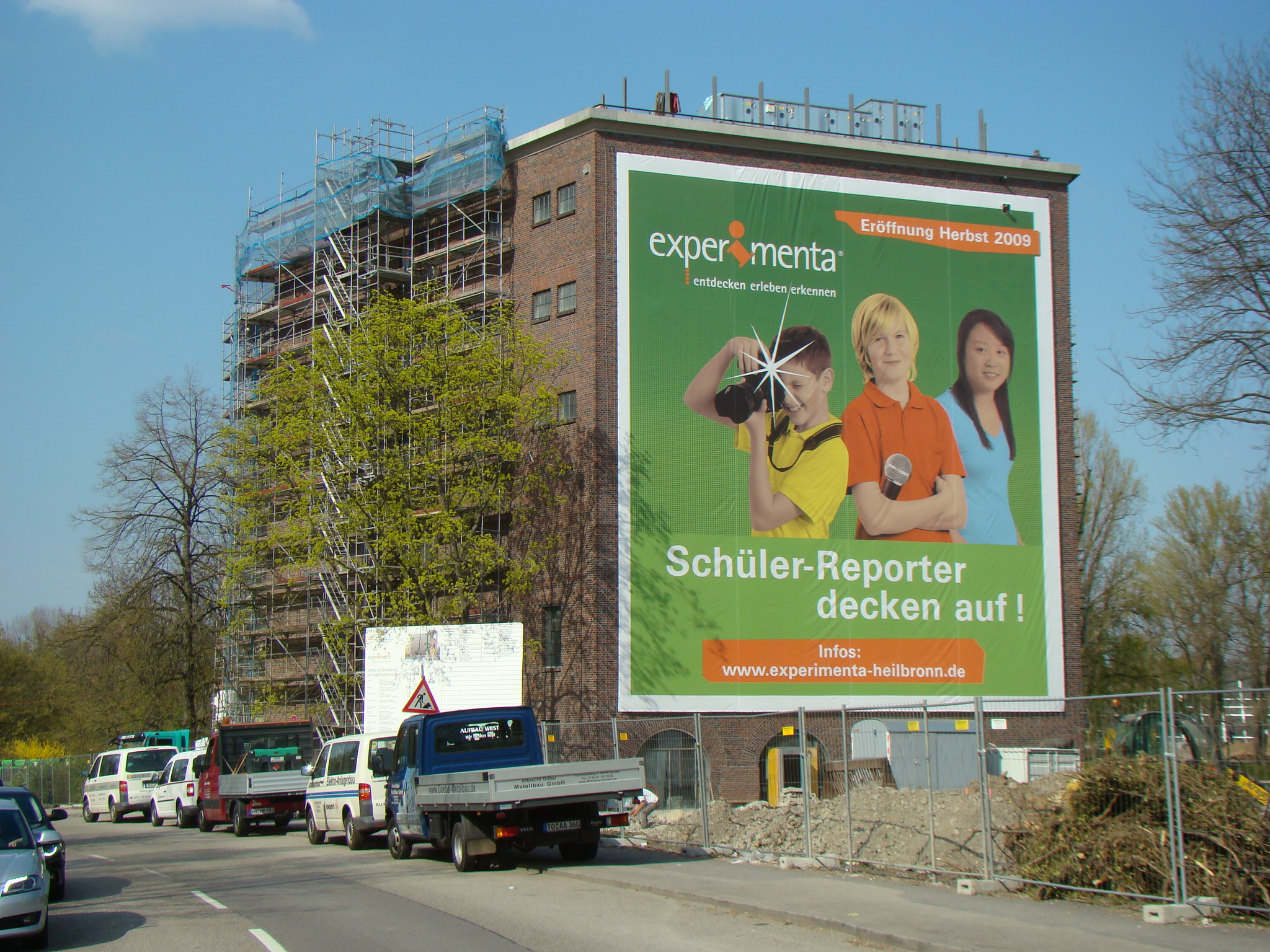
Der Hagenbucher in Heilbronn während der Umbauarbeiten zum Science Center, April 2009

### Museumspläne
Bei der Aufstellung der Rahmenkonzeption für die Städtischen Museen Heilbronn 1985/86 sah der Heilbronner Gemeinderat die Einrichtung eines Robert-Mayer-Museums zu Ehren des Heilbronner Physikers Robert Mayer im Hagenbucher vor. Da zunächst jedoch 1990/91 der große Museumskomplex im Deutschhof eingeweiht wurde, lag eine erste detaillierte Konzeption für ein Museum im Hagenbucher erst 1995 vor. 1999 schlugen die Städtischen Museen abweichend vom älteren Rahmenplan die Errichtung eines Neckarpark-Museums „Natur – Mensch – Technik“ im Hagenbucher vor. Diese Konzeption umfasste vor allem regionale Schwerpunktthemen wie die Neckarschifffahrt. Im Juni 2001 präsentierte der Gemeinderat eine vom Stuttgarter Atelier Brückner erstellte Nutzungskonzeption als Kulturspeicher „Museum der regionalen Ressourcen“, im November 2001 erging ein öffentlicher Aufruf zur Ideenfindung über weitere Nutzungskonzepte für das Gebäude. Im April 2002 tagte ein Expertengremium im Hagenbucher und besprach die bisher für das Gebäude vorgelegten Konzepte. Der Gemeinderat vertagte jedoch eine für Juni 2002 anberaumte Entscheidung über die künftige Nutzung und stellte das Museumsvorhaben aus finanziellen Gründen dann im März 2003 bis auf weiteres zurück.

### Science Centerexperimenta
Schließlich hat man sich zur Errichtung des Science Centers experimenta entschlossen, das als Museum mit Schülerlabor bei Jugendlichen Begeisterung für Technik und Naturwissenschaften wecken soll.
Im Jahr 2006 schrieb die Stadt Heilbronn einen Architektenwettbewerb für junge Architekten zur Umgestaltung des Gebäudes aus. Der Wettbewerb sah den Umbau und die Erweiterung des Gebäudes vor, um statt der bisherigen 4.000 Quadratmeter Nutzfläche schließlich eine Gesamtfläche von rund 5.200 Quadratmetern zu erhalten. Die Baukosten sollten 10 Mio. Euro nicht überschreiten.
Unter den eingereichten Entwürfen entschied man sich 2007 für die des Berliner Architekturbüros studioinges.
Von Mai 2008 bis zum Herbst 2009 wurde das Gebäude umgebaut und um einen Anbau an der Nordseite erweitert. Das Science Center wurde am 12. November 2009 eröffnet und ist seitdem die größte Einrichtung dieser Art in Süddeutschland.

## Beschreibung

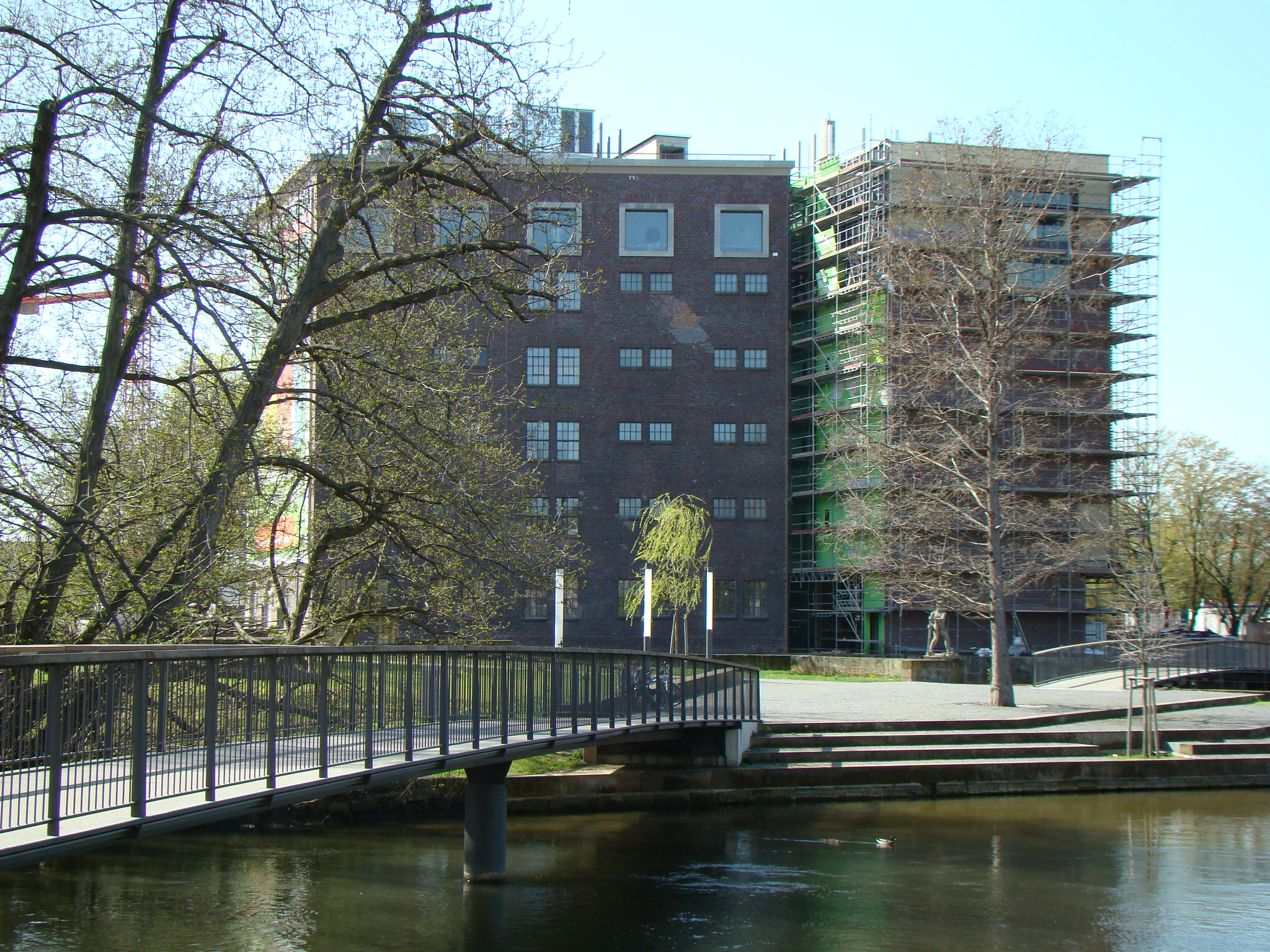
Der Hagenbucher von Osten

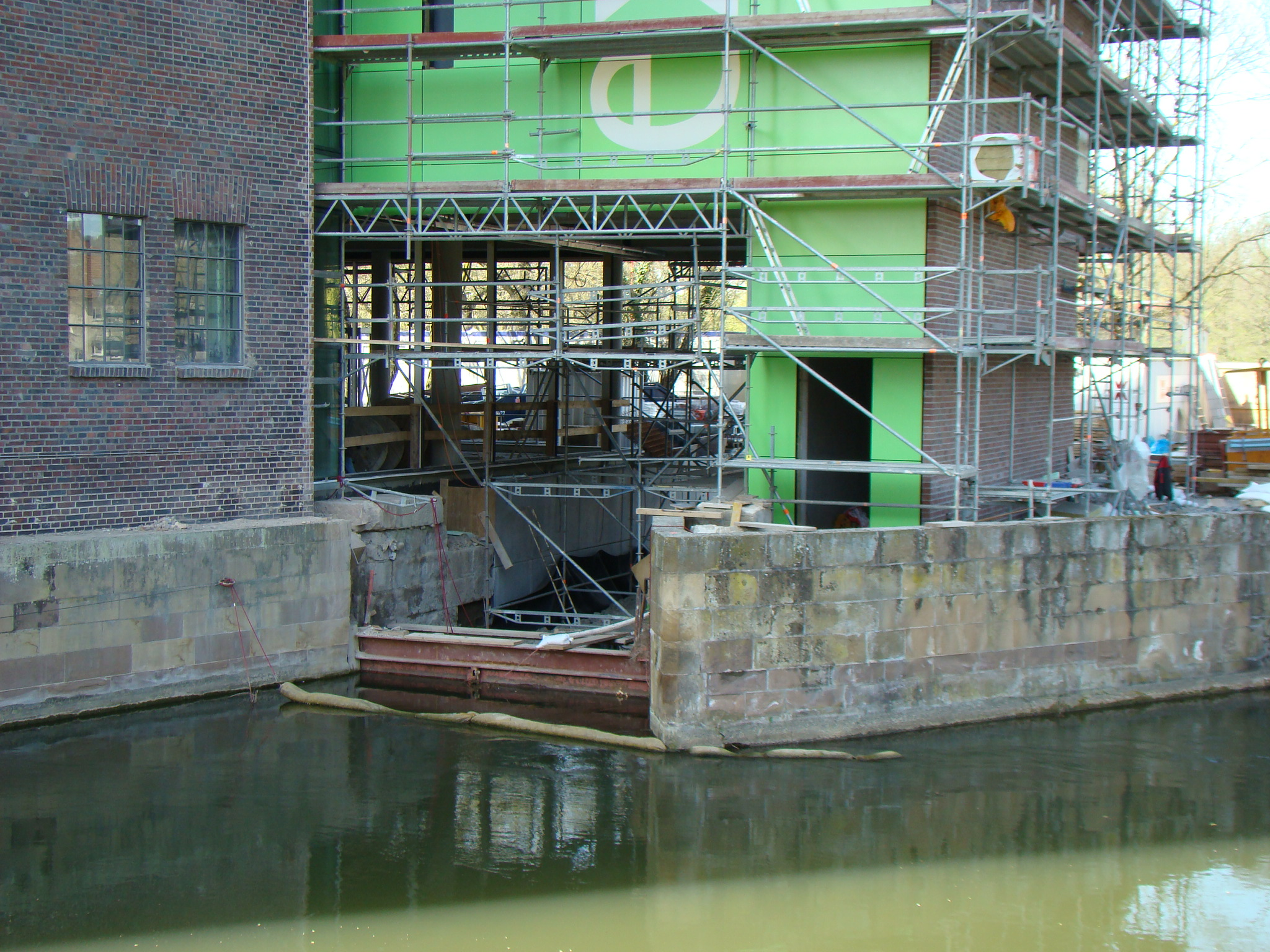
Abzweig des Triebwerkskanals

Der Hagenbucher ist im Kern ein trapezförmiger Eisenbetonskelettbau mit Klinkervormauerung und leicht abgeschrägtem Flachdach. Das Gebäude hat ein Kellergeschoss und darauf sechs Geschosse mit einer Höhe von jeweils etwa vier Metern. Die Abmessungen der Grundseiten betragen 33,72 Meter an der Nordseite, 20,31 Meter an der Südseite, 25,00 Meter an der Ostseite und 24,60 Meter an der Westseite. Die Höhe des Gebäudes bis zur Dachbrüstung beträgt 24,80 Meter. Das Eisenbetonskelett des Gebäudes besteht aus 22 Pfeilern, die in jeweils etwa vier Metern Abstand von den Wänden und voneinander angeordnet sind und sich vom Keller bis zum obersten Geschoss jeweils verjüngend aufeinander fortsetzen. Die Geschossdecken sind jeweils als Betonplatten-Balkendecken auf von den Pfeilern ausgehende Unterzüge aufgelegt.
Nach Osten hin ist das Gebäude bündig mit dem Ufer der ehemaligen Floßgasse des Neckars zwischen den Flussinseln Kraneninsel und Hefenweiler errichtet. Nach Norden hin, teils auf der Seitenmauer des alten, am Gebäude abzweigenden Triebwerkskanals ruhend, wurde ein Anbau ergänzt. Nördlich des Gebäudes befand sich eine Schiffsanlegestelle zum Verladen der Ölsaaten.

## Kunstgeschichtliche Bedeutung
Das Gebäude gilt heute als „unersetzlicher Zeuge für Heilbronns Architekturgeschichte“, der sich durch die „weise Knappheit der Form“ auszeichnet.
Während Joachim J. Hennze 2005 den Bau dem Architekten Hermann Wahl zuschrieb, ordnete Hennze 2009 das Gebäude dem Architekten Hermann Steus zu, der auch die  Villa Angele und das Gebäude der Handels- und Gewerbebank errichtete.